# Карл фон Гебель
Лицар Карл Іммануель Ебергард фон Гебель (нім. Karl Immanuel Eberhard Ritter von Goebel; 8 березня 1855, Біллігайм — 9 жовтня 1932, Мюнхен) — німецький ботанік. Мав лицарське звання. 

## Біографія
Карл Іммануель Ебергард фон Гебель народився 8 березня 1855 року в Біллігаймі. Вивчав богослов'я і філософію у Тюбінгенському університеті; там же слухав лекції з зоології професора Вільгема Гофмейстера. 
Багато зробив для вивчення морфології вищих рослин. До його головних праць належать «Organographie der Pflanzen» (1898) і «Vergleichende Entwickelungsgeschichte der Pflanzenorgane» (1883). З 1892 року дійсний, а з 1908 почесний член Московського товариства випробувачів природи. Іноземний член-кореспондент Російської академії наук з 06 грудня 1924 по розряду біологічних наук (ботаніка). Іноземний член Лондонського королівського товариства (1926), Національної академії наук США (1932).  
Представник органографічного напрямку в морфології рослин, що розглядає структури рослин в зв'язку з їх фізіологічною функцією і мало цікавиться питаннями філогенії. Велике значення мають його роботи з порівняльної ембріології вищих рослин і ботанічної географії (здійснив численні подорожі в країни Азії, Америки, Австралії). 
Карл Іммануель Ебергард фон Гебель помер 9 жовтня 1932 року в місті Мюнхені. 